# Coniston-Massaker
Das Coniston-Massaker ereignete sich im August 1928 in der Nähe der Coniston-Viehstation im australischen Northern Territory. Es gilt als das letzte Massaker an den Aborigines durch Weiße. Dabei wurden Ureinwohner der Volksgruppen von Warlpiri, Anmatyerre und Kaytetye ermordet. 

## Abfolge des Massakers
Dem Massaker war die Ermordung des Dingo-Jägers Frederick Brooks vorausgegangen. Er wurde am 7. August 1928 nach einem Streit zwischen ihm und einer Aborigine-Familie von den Aborigines getötet.
Nachdem Gerüchte kursierten, dass die Aborigines die Ermordung aller Weißen planten, wurde dem damals einzigen Polizeireiter der 650.000 Quadratkilometer großen Region von Zentralaustralien, Konstabler William Murray, freie Hand zur Lösung des Problems gegeben. Bei einer ersten gewalttätigen Auseinandersetzung wurden 17 Warlpiri erschossen. Anschließend verbrachte Murray mit einem Siedler, Nugget Morton, der sich durch Angriffe bedroht fühlte, drei Wochen im Busch. Die beiden erschossen bei verschiedenen Anlässen 14 weitere Aborigines – aus Selbstverteidigung, wie sie behaupteten.
Nach diesen offiziellen Angaben führte das Massaker zum Tod von 31 Aborigines. Nach anderen Berichten waren es 60 bzw. 110.

## Eingang des Massakers in die Kultur
Der damals einjährige Billy Stockman Tjapaltjarri, der später ein bekannter Maler der Aborigines in der Künstlersiedlung Papunya wurde, blieb bei einem dieser Massaker unentdeckt, da seine Mutter ihn in einem Coolamon, einem Tragebeutel, versteckte. Auf diesem Ereignis basiert sein Buch The Tjulkurra: Billy Stockman Tjapaltjarri.

Ein weiterer Überlebender des Massakers ist Gwoya Jungarai, der auf der 2-Dollar-Münze Australiens abgebildet ist.
Dieses Massaker fand nicht nur Eingang in die Literatur, sondern wurde von Aborigines-Künstlern der Warmun, wie dem Maler Rover Thomas und weiteren Künstlern, bildlich dargestellt. 